# 郭珙
郭珙（1436年—？），字元圭，福建福州府闽县人，明朝政治人物，成化乙未進士。

## 生平
成化四年（1468年），福建戊子乡试中舉。成化十一年（1475年）登乙未科進士，擔任浙江會稽縣、秀水縣知縣，官至户部主事。

## 家族
曾祖父郭崇，曾任教諭。祖父郭福。父亲郭嶽。